# Шариповка (Самарська область)
Шариповка (рос. Шариповка) — селище в Алексєєвському районі Самарської області Російської Федерації.
Населення становить 292 особи. Входить до складу муніципального утворення сільське поселення Гавриловка.

## Історія
Від 2005 року входило до складу муніципального утворення сільське поселення Гавриловка.

## Населення
| 1986 | 2002 | 2010 | 2014 | 2015 |
| ---- | ---- | ---- | ---- | ---- |
| 368  | ↘356 | ↘295 | ↗301 | ↘292 |